# 침교역
침교역(砧橋驛)은 황해북도 신계군 침교리에 위치한 청년이천선의 3번째 역이다. 기탄역 남쪽의 철로를 건넌 근처의 1차선 도로는 기차선로 보다 남쪽에 있는 마을들을 한 바퀴 돈 뒤 이 역으로 와서 신계역 방면으로 간다. 